# 山形県立米沢女子短期大学
山形県立米沢女子短期大学（やまがたけんりつよねざわじょしたんきだいがく、英: Yamagata Prefectural Yonezawa Women's Junior Collegeは、山形県米沢市通町6丁目15番1号に本部を置く日本の公立短期大学である。1952年創立、大学設置。略称は米短（よねたん）。

## 概観[注 1]

### 大学全体
- 山形県米沢市に所在する日本の公立短期大学で、設置主体は山形県公立大学法人[2]。
- 1952年に開学。現在は、国語国文学科・英語英文学科・日本史学科・社会情報学科の4学科体制を備えており[注 2]。

### 建学の精神（校訓・理念・学是）
- 山形県立米沢女子短期大学のアドミッションポリシー
  - 好奇心に富み、自ら課題を発見して、主体的に問題解決に取り組む意欲があること。
  - 専門分野において、基礎的な勉学を着実に積み重ねる努力を厭わず、かつ幅広い教養にも関心をもち、柔軟な発想ができること。

### 教育および研究
- 山形県立米沢女子短期大学には全国の短大でも類のない「有職故実」と称した科目が国語国文学科にて設置されている。ほか、全学科の学生を対象とした海外語学研修制度がある。また日本史学科を置いている唯一の公立短期大学である。

### 学風および特色
- 山形県立米沢女子短期大学は山形大学工学部との交流が盛んであり、学園祭や一部のクラブ活動団体において両者合同で活動している。
- また全国でも珍しく国語国文学科および日本史学科が設置されているため県外からの入学者が多く、東北全県のみならず北海道から九州まで全国から学生が集まっている。そのため一人暮らしの学生が多く、学生同士の結びつきが強い。
- 学問のみならず就職・編入の相談や志願書・小論文の添削など、懇切丁寧に指導することが、少人数教育を掲げる大学の指導方針でもある。

全国の短大でも数少ない総合短大である。卒業後は4年制大学へ編入学する者も多く、その多くが国公立大学に進む。

## 沿革[注 3]
- 1952年
  - 2月20日 左記を以て文部省[注 4]より短期大学の設置が認可される。[4]
  - 4月1日 米沢女子短期大学（よねざわじょしたんきだいがく）として以下の学科体制にて開学[注 5]。
    - 家政科 入学定員80名
    - 別科
      - 被服専修 入学定員40名
- 1954年
  - 5月1日 学生数[8]/定員
    - 家政科 186[注釈 2]/160[9]
- 1956年
  - 4月1日 以下の学科を増設する[10]。
    - 国語科 入学定員40名
- 1958年
  - 5月1日 学生数[11]/定員
    - 家政科 118[注釈 2]/160
    - 国語科 52[注釈 2]/80
- 1963年
  - 4月1日 設置者が米沢市から山形県に移管される[12]。
- 1970年
  - 4月1日 短期大学名及び学科の名称変更あり[13]。
    - 米沢女子短期大学→山形県立米沢女子短期大学
      - 国語科→国語国文学科
      - 家政科→家政学科
- 1976年
  - 3月31日 以下の学科・専攻については左記をもって正式に廃止とする[14]。
    - 別科家政専修

  - 4月1日 家政学科の入学定員を80→90に増員した上で以下の通り専攻分離する[14]。
    - 家政専攻 入学定員50名
    - 食物専攻 入学定員40名

  - 5月1日 学生数[15]/定員
    - 家政学科 187[注釈 2]/170
    - 国語国文学科 135[注釈 2]/100
- 1976年～1980年において、国語国文学科の入学定員が40→50に増員。
- 1984年
  - 4月1日 以下の学科を増設する[注釈 3]。
    - 英語英文学科 入学定員50名　
    - 日本史学科 入学定員50名

  - 同 国語国文学科の入学定員を50→100に増員[注釈 3]。
  - 5月1日 学生数[18]/定員
    - 家政学科 187[注釈 2]/180
    - 国語国文学153[注釈 2]/150
    - 英語英文学科 -[注釈 4]/50
    - 日本史学科 -[注釈 4]/50
- 1985年
  - 5月1日 学生数[19]/定員
    - 家政学科 191[注釈 2]/180
    - 国語国文学科 197[注釈 2]/200
    - 英語英文学科 99[注釈 2]/100
    - 日本史学科 97[注釈 2]/100
- 1992年
  - 5月1日 学生数[注 6]/定員
    - 家政学科 184[注釈 2]/180
    - 国語国文学科 202[注釈 2]/200
    - 英語英文学科 99[注釈 2]/100
    - 日本史学科 111[注釈 2]/100
- 1993年
  - 4月1日 以下の学科については、この年度で学生募集を最終とする[注 7]。
    - 家政学科家政専攻

  - 5月1日 学生数[23]/定員
    - 家政学科 183[注釈 2]/180
    - 国語国文学科 217[注釈 2]/200
    - 英語英文学科 97[注釈 2]/100
    - 日本史学科 128[注釈 2]/100
- 1994年
  - 4月1日 以下の学科を増設する[22]。
    - 健康栄養学科[注 8]入学定員40名
    - 社会情報学科 入学定員50名

  - 5月1日 学生数[24]/定員
    - 家政学科 93[注釈 2]/90
    - 国語国文学科 206[注釈 2]/200
    - 英語英文学科 99[注釈 2]/100
    - 日本史学科 120[注釈 2]/100
    - 健康栄養学科 ？[注釈 4]/40
    - 社会情報学科 ？[注釈 4]/50
- 1995年
  - 3月31日 以下の学科・専攻については左記をもって正式に廃止とする[25]。
    - 家政学科家政専攻

  - 5月1日 学生数[26]/定員
    - 国語国文学208[注釈 2]/200
    - 英語英文学科 107[注釈 2]/100
    - 日本史学科 106[注釈 2]/100
    - 健康栄養学科 95[注釈 2]/80
    - 社会情報学科 103[注釈 2]/100
- 1999年
  - 5月1日 学生数[27]/定員
    - 国語国文学科 216[注釈 2]/200
    - 英語英文学科 112[注釈 2]/100
    - 日本史学科 130[注釈 2]/100
    - 健康栄養学科 95[注釈 2]/80
    - 社会情報学科 115[注釈 2]/100
- 2005年
  - 4月1日 この年度の入学生より、健康栄養学科にて栄養教諭免許状を取得する課程が可能となる[28]。
- 2009年
  - 4月1日 設置者を公立大学法人山形県立米沢女子短期大学に変更する[29]。
- 2013年
  - 4月1日 以下の学科については、この年度で学生募集を最終とする[注 9]
- 2014年
  - 1月 平成26年度大学入試センター試験参加短期大学の1校となる[31]。
  - 4月1日 山形県公立大学法人に設置者を変更する[30]。
- 2015年
  - 1月 平成27年度大学入試センター試験参加短期大学の1校となる[32]。
  - 3月31日 以下の学科・専攻については左記をもって正式に廃止とする[33]。
    - 健康栄養学科
- 2016年
  - 1月 平成28年度大学入試センター試験参加短期大学の1校となる[34]。

## 基礎データ[注 10]

### 所在地
- 山形県米沢市通町6丁目15番1号

### 交通アクセス
- 米沢駅より2.5km
  - バス約10分 米沢市街地循環バス南回り路線(右回り) 栄養大・米短前バス停下車すぐ。[36]

## 教育および研究

### 組織[注 11]

#### 学科
- 国語国文学科 入学定員100名[2]
- 英語英文学科 入学定員50名[2]
- 日本史学科 入学定員50名[2]
- 社会情報学科 入学定員50名[2]

過去にあった学科
- 家政学科
  - 家政専攻 入学定員50名[注 12]
  - 食物栄養専攻→健康栄養学科 入学定員40名[注 13]

#### 別科
- 被服専修 入学定員40名[40]

### 取得資格
資格
- 栄養士：かつての健康栄養学科に設置されていた。
- 司書教諭
  - 国語国文学科[41]
  - 英語英文学科[41]
  - 日本史学科[41]
- 司書
  - 国語国文学科[41]
  - 英語英文学科[41]
  - 日本史学科[41]
  - 社会情報学科[41]
- 学芸員補：日本史学科[41]

教職課程
- 中学校教諭二種免許状
  - 国語：国語国文学科[41]
  - 英語：英語英文学科[41]
  - 社会：日本史学科[41]
  - 家庭：かつての家政学科家政専攻に設置されていた[注 14]。
- 栄養教諭二種免許状：かつての健康栄養学科に設置されていた。

### 研究
- 生活文化に関する調査・総合研究：「紅花のルーツを探る」・「庄内地方の方言」・「山形県の食文化の歴史」などの研究がある。
- 調査研究資料の刊行：『生活文化研究所報告書』としてまとめられている。
- 『米沢女子短期大学紀要』[43]
- 『山形県立米沢女子短期大学紀要』[44]
- 『米澤國語國文』[45]
- 『米沢史学』[46]
- 『山形県農村部における教育活動の実証的研究. 4

(山形県立米沢女子短期大学共同研究報告書 ; 平成17年度)』

## 学生生活

### 部活動・クラブ活動・サークル活動
主な出典：
- 山形県立米沢女子短期大学におけるクラブ活動一覧（一部）
  - 体育系：剣道・少林寺拳法・陸上競技・テニス・バスケットボールほか
  - 文化系：手話・写真・文芸・吹奏楽・美術・茶道ほか

### 学園祭
- 山形県立米沢女子短期大学の学園祭は「吾妻祭」と呼ばれ毎年、概ね10月中旬に行われる。山形大学工学部学生と合同で行なわれるのが特徴である[41]。

## 大学関係者と組織[注 15]

### 大学関係者組織
- 山形県立米沢女子短期大学と山形県立米沢栄養大学の合同の同窓会は「さわらび会」と称する。初めの卒業生が出た年の1954年に発足しているが、1962年に命名された。現在、15,000人を越える会員がいる。

### 大学関係者一覧
出身者
- 鈴木由紀子（作家）
- 菅原初代 (タレント)

## 施設
主な出典：

### キャンパス
- 学生食堂
- キャリア支援センター：2006年6月設置。
- トレーニングルーム
- 調理学実習室ほか
- 学生寮

### 附属機関
- 附属図書館：蔵書数はおよそ110,000冊となっている。
- 50周年記念資料室：短大創立50周年を記念して設立された。常設展示では年表や過去の教材・研究成果や開学当時における女子学生の制服などが展示されている。また年数回特別展示も開催されている。
- 生活文化研究所：1953年設置。地域社会の生活文化の向上をはかることを目的に設置された。年1回、紀要『山形県立米沢女子短期大学附属生活文化研究所報告』を刊行している。

## 関係校
- 山形大学
- 大学コンソーシアムやまがた
- 放送大学[51]

## 卒業後の進路
主な出典：

### 就職実績
- 就職実績の一例として、米沢信用金庫・日本通運・山形銀行・きらやか銀行・NTTドコモ・山形日産自動車・ブックオフコーポレーション・殖産銀行・NHK山形放送局などがある。健康栄養学科卒業生は栄養士資格を活かした職として日清医療食品や自治医科大学附属病院などがある。また米沢市・南陽市・白石市など出身地の自治体の公務員になる者も毎年いる。

### 編入学・進学実績
- 2009・2010年度の実績では近隣の山形大学・福島大学への編入学が最も多く、続いて旧帝大の北海道大学・名古屋大学、筑波大学・お茶の水女子大学・東京外国語大学・京都教育大学・大阪市立大学といった都市圏の国公立大学のほか、岩手大学・秋田大学・茨城大学・千葉大学・宇都宮大学・埼玉大学・新潟大学・金沢大学・三重大学・岩手県立大学・群馬県立女子大学・高崎経済大学・都留文科大学など地方国公立大学への編入学が多い。私立大学では、明治大学・津田塾大学・國學院大學・駒澤大学・大正大学・東洋大学・東北学院大学などである。